# 210P/Кристенсена
Комета Кристенсена 1 (210P/Christensen) — короткопериодическая комета из семейства Юпитера, которая была обнаружена 26 мая 2003 года американским астрономом Эриком Кристенсеном и достигла максимальной яркости 10,5 m звёздной величины. За месяц до этого 5 апреля 2003 года комету, на снимках, полученных прибором SWAN зонда SOHO, обнаружил китайский астроном Син-Мин Чжоу (Xing-Ming Zhou), но низкое разрешение снимка не позволило достоверно подтвердить факт открытие кометы, чтобы приписать открытие Син-Мин Чжоу. Восстановление кометы произошло 8 декабря 2005 года, в период её возвращения к Земле. Комета обладает довольно коротким периодом обращения вокруг Солнца — чуть более 5,6 года.

Орбита кометы Кристенсена и её положение в Солнечной системе

### Сближения с планетами
Орбита этой кометы характеризуется чрезвычайно большим эксцентриситетом, что приводит к частым и порой очень тесным сближениям с планетами. Так в 1929 году комета прошла рядом с Венерой на расстоянии всего в 0,0323 а. е. (4,8 млн км), что существенно повлияло на её орбиту.
- 0,56 а. е. от Юпитера 30 марта 1900 года:
- 0,33 а. е. от Земли 29 ноября 1910 года;
- 0,03 а. е. от Венеры 17 сентября 1929 года;
- 0,25 а. е. от Земли 6 января 1936 года;
- 0,47 а. е. от Земли 1 сентября 1954 года;
- 0,15 а. е. от Земли 19 февраля 1961 года;
- 0,57 а. е. от Юпитера 11 апреля 1984 года;
- 0,67 а. е. от Юпитера 13 февраля 1996 года.